# نورمن مک‌دانل
نورمن مک‌دانل (انگلیسی: Norman Macdonnell؛ ۸ نوامبر ۱۹۱۶ - ۲۸ نوامبر ۱۹۷۹) یک کارگردان، تهیه‌کننده تلویزیونی و فیلم‌نامه‌نویس اهل ایالات متحده آمریکا بود. وی مابین سال‌های ۱۹۵۵ تا ۱۹۷۵ فعالیت می‌کرد.
از فیلم‌ها یا مجموعه‌های تلویزیونی که وی در آن‌ها نقش داشته است می‌توان به دارای اسلحه - آماده سفر، دود اسلحه و ویرجینیایی اشاره نمود.